# Chrysolina levi
Chrysolina levi là một loài bọ cánh cứng trong họ Chrysomelidae. Loài này được Ochrimenko miêu tả khoa học năm 1990.